# Rząd Federalny Kanady
Rząd Federalny Kanady – de facto najwyższa władza wykonawcza w Kanadzie. Rząd Federalny złożony jest z gabinetu Premiera Kanady, ministerstw z ministrami na czele i rządowych agencji. Członków rządu mianuje i odwołuje Gubernator Generalny na wniosek Premiera.

## Kompetencje rządu federalnego
Do zakresu kompetencji rządu federalnego należy:
- polityka zagraniczna,
- obrona,
- poczta i telekomunikacja,
- Imigracja i Obywatelstwo,
- budżet federalny,
- cła.

Do zakresu kompetencji wspólnych dla rządu federalnego i rządów prowincjonalnych należą:
- polityka fiskalna,
- bezpieczeństwo publiczne,
- wymiar sprawiedliwości,
- służba zdrowia,
- przemysł i handel,
- nauka i szkolnictwo,
- transport,
- rolnictwo,
- ochrona środowiska,
- Prawo Pracy.

## Struktura i organizacja rządu federalnego
Rząd podzielony jest na ministerstwa (Department) i agencje (Agency), na których czele stoją ministrowie (Minister), prezydenci (President) lub sekretarze stanu (Secretary of State).

### Ministerstwo Gospodarki
Department of Industry, na którego czele stoi Minister of Industry.
Zadaniem ministerstwa gospodarki jest pomoc w budowie dynamicznej i innowacyjnej gospodarki zapewniającej dobrobyt, wzrost gospodarczy oraz sprawiedliwy, efektywny i konkurencyjny rynek.
Teka ministra gospodarki obejmuje:
The Business Development Bank of CanadaBank udzielający pożyczek na rozpoczęcie małego i średniego przedsięwzięcia gospodarczego.
The Canada Foundation for Innovation Fundacja mająca za zadanie wspierania badań naukowych.
Canadian Tourism CommissionZadaniem komisji jest propagowanie walorów turystycznych Kanady także poza granicami kraju.
Canadian Space AgencyFinansowanie i nadzorowanie kanadyjskiego udziału w badaniach przestrzeni kosmicznej.
Competition TribunalTrybunał rozpatrujący przypadki monopolizacji rynku i innych nieuczciwych praktyk rynkowych.
The Copyright Board of CanadaUrząd nadzorujący przestrzeganie praw autorskich w Kanadzie.
National Research Council of CanadaInstytucja wspierająca wdrażanie nowych technologii.
Natural Sciences and Engineering Research CouncilInstytucja wspierająca badania podstawowe poprzez udzielanie grantów dla zespołów badawczych i studentów.
Social Sciences and Humanities Research CouncilInstytucja wspierająca badania w zakresie nauk humanistycznych poprzez udzielanie grantów dla zespołów badawczych i studentów.
Standards Council of CanadaGłówny urząd normalizacji
Statistics CanadaGłówny urząd statystyczny.
Zadania ministerstwa gospodarki realizowane są także przez podległe mu instytucje, projekty i fundusze celowe:
Aboriginal Business CanadaInstytucja powołana w celu wyrównywania szans pomiędzy pierwotnymi mieszkańcami Kanady: (Pierwszymi Narodami, Metysami i Inuitami), a pozostałą częścią społeczeństwa. Cele realizowane są poprzez udzielanie i gwarantowanie pożyczek, pomoc instytucjonalną i prawną, politykę informacyjną i inne działania.
Broadband for Rural and Northern DevelopmentInstytucja mająca za zadanie wspieranie budowy szybkich połączeń Internetowych (kabel lub DSL) do odległych, charakteryzujących się słabo rozwiniętą infrastrukturą obszarów, w szczególności rezerwatów indiańskich.
Canada's Digital CollectionsZadaniem projektu jest zbieranie, organizowanie, klasyfikowanie i udostępnianie witryn internetowych kanadyjskich instytucji i osób prywatnych.
Canadian Intellectual Property OfficeInstytucja zajmująca się rejestracją i ewidencją patentów, znaków firmowych i utworów.
Communications Research CentreOśrodek zajmujący się wspieraniem i pomocą we wdrażaniu nowoczesnych technologii komunikacyjnych.
Connecting CanadiansKomisja, której zadaniem jest organizowanie wspieranie działań dla rozwoju infrastruktury internetowej, obejmującej cały kraj.
Consumer ConnectionInstytucja mająca za zadanie obronę interesów konsumenta.
Electronic Commerce in CanadaInstytucja odpowiedzialna za wprowadzenie regulacji prawnych na wirtualnym rynku – włączając w to elektroniczny podpis, szyfrowanie informacji i ochrona prywatności.
Information and Communications TechnologiesInstytucja, której zadaniem jest propagowanie Kanady jako miejsca na inwestycje w dziedzinie technologii telekomunikacyjnych.
Innovation in CanadaInstytucja wspierająca rozwój nauk stosowanych.
Investment Canada ActInstytucja regulujące zasady obcych inwestycji w Kanadzie.
Measurement CanadaInstytucja zajmująca się standaryzacją wag i miar.
Smart CommunitiesInstytucja wspierająca i dostarczająca technologicznych rozwiązań dla samorządów w zakresie wdrażania infrastruktury Internetowej.
Spectrum, Information Technologies and Telecommunications (SITT) GatewayProjekt internetowy organizujący zasoby sieciowe innych agencji Ministerstwa Gospodarki.
Office of the Superintendent of BankruptcyInstytucja dbająca o rzetelne wdrożenia prawa o bankrupcji, ochronę interesów wierzycieli przy jednoczesnym zapewnieniu zachowania praw osoby lub instytucji bankrutującej.
Blisko współpracujące z ministerstwem Gospodarki są:
Minister of State (Atlantic Canada Opportunities Agency)
Secretary of State (Western Economic Diversification)(Indian Affairs and Northern Development)
Secretary of State (Economic Development Agency of Canada for the Regions of Quebec)
Secretary of State (Rural Development)
Secretary of State (Federal Economic Development Initiative for Northern Ontario)
Zadaniem ich wszystkich jest dbanie o harmonijny rozwój wcześniej zaniedbanych regionów Kanady.

### Ministerstwo Finansów
Ministry of Finance, na którego czele stoi Deputy Prime Minister and Mister of Finance.
Zadaniem ministerstwa finansów jest ustalanie i nadzorowanie budżetu państwa oraz dbałość o stabilność waluty.
Teka ministra finansów obejmuje:
Bank of CanadaZadaniem tej instytucji jest dbałość o stabilną i niską inflację, stabilną walutę, emisja pieniądza oraz racjonalne zarządzanie zasobami finansowymi rządu i długiem publicznym.
Canada Deposit Insurance CorporationUbezpieczalnia zabezpieczająca depozyty osób prywatnych i instytucji w komercyjnych bankach. Maksymalna wartość depozytu ubezpieczanego wynosi 60 000 dolarów kanadyjskich.
Canada Development Investment Corporation
Canada Pension Plan Investment BoardRada nadzorcza państwowego funduszu emerytalnego.
Canadian International Trade TribunalInstytucja będąca przedstawicielem Kanady w International Trade Tribunal.
Financial Transactions and Reports Analysis Center of Canada (FINTRAC)Instytucja badająca legalność przepływów finansowych.
Office of the Superintendent of Financial InstitutionsInstytucja dbająca o racjonalne inwestowanie zasobów rządowych w tym funduszy emerytalnego.
Z ministrem finansów współpracuje niezależna instytucja Auditor General, izba kontroli kontrolująca zasadność i legalność wydatków rządowych.

### Ministerstwo Rolnictwa
Na czele Agriculture and Agri-Food Canada z Minister of Agriculture and Agri-Food
Zadaniem ministerstwa jest obrona interesów farmerów i producentów żywności, dbałość o harmonijny rozwój sektora oraz ustalanie i nadzór przestrzegania standardów branżowych.
Teka ministra rolnictwa obejmuje:
National Farm Products CouncilAgencja ustalająca strategie i politykę rolną.
Canadian Dairy CommissionKomisja zajmująca się nadzorowaniem produkcji mleka i produktów mlecznych.
Canadian Grain CommissionKomisja zajmująca się nadzorowaniem produkcji zbóż i produktów mąki.
Farm Credit CanadaAgencja kredytowa wspierające finansująca przedsięwzięcia gospodarcze związane z produkcją rolną.
Canadian Food Inspection AgencyAgencja ustalająca i kontrolująca standardy produktów rolnych i spożywczych. Agencja także kontroluje stan zdrowotny zwierząt hodowlanych oraz stan upraw.

### Prokurator Generalny
Attorney General of Canada
Zadaniem prokuratora generalnego jest ściganie przestępstw na terenie Kanady. Funkcja ta jest zwykle łączona z funkcją Ministra Sprawiedliwości.

### Ministerstwo Spuścizny Kulturowej
Department of Canadian Heritage. Na czele ministerstwa stoi Minister of Canadian Heritage.
Celem ministerstwa jest dbanie o rozwój kultury, harmonijne podtrzymanie wielokulturowości, propagowanie kultury i sztuki oraz obywatelskich postaw.
Teka ministra spuścizny kulturowej obejmuje:
Canada Council for the ArtsInstytucja przyznająca granty na przedsięwzięcia artystyczne, stypendia oraz organizujące szereg festiwali i konkursów.
Canadian Broadcasting Corporation CBCPaństwowa telewizja dostarczająca programy informacyjne, oświatowe i rozrywkowe na kilku kanałach.
Canadian Cultural Property Export Review Board
Canadian Race Relations Foundation
Canadian Radio-Television and Telecommunications Commission
Historic Sites and Monuments Board of Canada
National Archives of Canada
National Arts Centre Corporation
National Film Board
Canadian Film Development Corporation (Telefilm Canada)
Canadian Museum of Civilization
Canadian Museum of Nature
National Battlefields Commission
National Capital Commission
National Gallery of Canada
National Library of Canada
National Museum of Science and Technology
Office of the Co-ordinator, Status of Women
Parks Canada AgencyInstytucja zarządzająca Parkami Narodowymi.

### Ministerstwo Obywatelstwa i Imigracji
Department of Citizenship and Immigration. Na jego czele stoi minister obywatelstwa i emigracji Minister of Citizenship and Immigration.
Zadaniem ministerstwa jest ustalanie rocznych kwot imigracyjnych, prowadzenia procesów emigracyjnych, przeprowadzania postępowań azylowych oraz nadawania obywatelstwa kanadyjskiego.
Teka ministra obywatelstwa i emigracji zawiera:
Immigration and Refugee Board

### Ministerstwo Ochrony Środowiska
Department of Environment Canada, na którego czele stoi minister ochrony środowiska Minister of the Environment.
Zadaniem ministerstwa jest ustalenie polityki ochrony środowiska, jej standardów oraz nadzorowania ich wdrażania.
Teka ministra ochrony środowiska obejmuje:
Canadian Environmental Assessment Agency

### Ministerstwo Rybołówstwa
Department of Fisheries and Oceans, na którego czele stoi minister rybołówstwa Minister of Fisheries and Oceans.
Zadaniem ministerstwa jest ochrona wód przybrzeżnych oraz opieka nad rybołówstwem.
Teka ministra rybołówstwa zawiera:
Canadian Coast GuardOchrona wybrzeża.
Freshwater Fish Marketing Corporation

### Ministerstwo Spraw Zagranicznych
Global Affairs Canada, na którego czele stoi minister spraw zagranicznych Minister of Foreign Affairs.
Zadanie ministerstwa spraw zagranicznych jest reprezentowanie Kanady na forum międzynarodowym oraz strzeżenie jej interesów na świecie.
Teka ministra spraw zagranicznych obejmuje:
Canadian International Development Agency
International Centre for Human Rights and Democratic Development
International Development Research Centre
International Joint Commission
Canadian Commercial Corporation
Canadian Secretariat
Export Development Corporation
Northern Pipeline Agency

### Ministerstwo Zdrowia
Department of Health, na którego czele stoi minister zdrowia – Minister of Health.
Zadaniem ministra zdrowia jest ustalanie i nadzorowanie przestrzegania ogólna krajowych standardów zdrowotnych i medycznych oraz współpraca z prowincjonalnymi ministrami zdrowia.
Teka ministra zdrowia obejmuje:
Canadian Centre on Substance Abuse
Canadian Institutes of Health Research
Hazardous Materials Information Review Commission
National Advisory Council on Aging
Patented Medicine Prices Review Board

### Ministerstwo Zasobów Rządowych
Department of Human Resources Development Canada, na którego czele stoi minister zasobów rządowych Minister of Human Resources Development.
Zadaniem ministra zasobów rządowych jest ustalanie i prowadzenie polityki personalnej wobec pracowników rządowych (civil servants) oraz ustalanie i nadzorowanie standardów jakości pracy w służbach rządowych.
Teka ministra zasobów rządowych zawiera:
Canada Millennium Scholarship Foundation
Canada Pension Plan – Pension Appeals Board
Canada Pension Plan – Review Tribunals
Employment Insurance – Board of Referees
National Council on Welfare

### Ministerstwa Do Spraw Indian
Department of Indian Affairs and Northern Development, na którego czele stoi minister do spraw Indian Minister of Indian Affairs and Northern Development.
Zadaniem ministerstwa są wszelkie kontakty z przedstawicielami szczepów indiańskich w Kanadzie oraz ochrona ich interesów.
Teka ministra do spraw Indian obejmuje:
Canadian Polar Commission
Commissioner of the Northwest Territories
Commissioner of the Yukon Territory
Commissioner of Nunavut
Northwest Territories Water Board
Yukon Territory Water Board
Indian Oil and Gas Canada

### Ministerstwo Do Spraw Kontaktów z Rządami Prowincjonalnymi
Minister of Intergovernmental Affairs, na którego czele stoi minister do spraw kontaktów z rządami prowincjonalnymi President of the Queen's Privy Council for Canada and Minister of Intergovernmental Affairs.
Zadaniem ministerstwa jest koordynowanie polityki federalnej z prowincjami w zakresie wspólnych kompetencji.
Teka ministra do spraw kontaktów obejmuje:
Public Service Staff Relations Board
Canadian Transportation Accident Investigation and Safety Board
Minister do spraw kontaktów z rządami prowincjonalnymi jest także prezydentem Queen's Privy Council, ponadpartyjnego ciała doradczego.

### Ministerstwo Współpracy Międzynarodowej
Department of Foreign Affairs and International Trade i
Canadian International Development Agency, na których czele stoi minister współpracy międzynarodowej Minister for International Cooperation.
Zadaniem ministerstwa jest propagowanie Kanady i informacji o niej poza granicami kraju.

### Ministerstwo Sprawiedliwości
Ministry of Justice, na którego czele stoi Minister of Justice and Attorney General of Canada.
Teka ministra sprawiedliwości obejmuje:
Canadian Human Rights CommissionKomisja, której zadaniem jest ściganiem przypadków naruszania praw człowieka.
Canadian Human Rights TribunalTrybunał osądzający przypadki naruszania praw człowieka.
Law Commission of Canada
Office of the Commissioner for Federal Judicial AffairsInstytucja mająca na celu zapewnienie niezależności systemu sądowniczego. Instytucja dostarcza także zaplecze techniczne oraz zapewnia finansowanie resortu.

### Ministerstwo Pracy
Labour Program, Department of Human Resources Development, na którego czele stoi minister pracy – Minister of Labour.
Zadaniem ministerstwa jest ustalanie i nadzorowanie prawa pracy, zasad bezpieczeństwa pracy oraz zakresu praw pracownika i pracodawcy.
Teka ministra pracy obejmuje:
Canada Industrial Relations Board
Canadian Centre for Occupational Health and Safety
Canadian Artists and Producers Professional Relations Tribunal
Merchant Seamen Compensation Board

### Ministerstwo Obrony Narodowej
Department of National Defence, na którego czele stoi minister obrony narodowej – Minister of National Defence.
Zadaniem ministerstwa obrony narodowej jest cywilny nadzór nad armią.
Teka ministra obrony narodowej obejmuje:
Communications Security Establishment
Office of the Communications Security Establishment Commissioner
Military Police Complaints Commission

### Ministerstwo Skarbu
Canada Customs and Revenue Agency, na której czele stoi minister skarbu Minister of National Revenue.
Zadaniem ministra skarbu jest ściąganie podatków federalnych oraz ceł.

### Ministerstwo Zasobów Naturalnych
Department of Natural Resources, na którego czele stoi minister zasobów naturalnych – Minister of Natural Resources.
Zadaniem ministerstwa jest nadzorowanie poszukiwań i racjonalnej eksploatacji zasobów naturalnych w Kanadzie.
Teka ministra zasobów naturalnych obejmuje:
Atomic Energy of Canada Limited
Canadian Nuclear Safety Commission (Formerly the Atomic Energy Control Board)
Canada-Newfoundland Offshore Petroleum Board
Canada-Nova Scotia Offshore Petroleum Board
Cape Breton Development Corporation
Energy Supplies Allocation Board 
National Energy Board

### Ministerstwo Robót Publicznych i Usług Rządowych
Department of Public Works and Government Services Canada , na którego czele stoi minister robót publicznych – Minister of Public Works and Government Services, Minister Responsible for the Canadian Wheat Board and Federal Interlocutor for Métis and Non-Status Indians.
Głównym zadaniem ministerstwa jest sprawowanie profesjonalnego nadzoru nad projektami rozwoju krajowej infrastruktury finansowanymi przez rząd federalny. Ministerstwo robót publicznych dostarcza innym ministerstwom usługi technologiczne, między innymi informatyczne. Minister robót publicznych odpowiedzialny jest także za osoby pochodzenia indiańskiego, nie posiadające statusu Indianina.
Teka ministra robót publicznych obejmuje także:
Communication Canada
Defence Construction (1951) Limited
Office of Indian Residential Schools Resolution
CN Tower Limited

### Ministerstwo Transportu
Department of Transport – Transport Canada, na którego czele stoi minister transportu Minister of Transport.
Zadaniem ministra jest regulowanie i nadzorowanie standardów transportu lądowego, wodnego i powietrznego, a także poczta, mennica oraz państwowe ubezpieczalnia pożyczek hipotetycznych.
Teka ministra transportu zawiera:
Atlantic Pilotage Authority
Canadian Transportation Agency
Canada Lands Company Limited
Canada Mortgage and Housing Corporation
Canada Post Corporation
Civil Aviation Tribunal
Federal Bridge Corporation Limited
Great Lakes Pilotage Authority
Jacques Cartier and Champlain Bridges Inc.
Laurentian Pilotage Authority
Marine Atlantic Inc.
Pacific Pilotage Authority Canada
Queens Quay West Land Corporation
Royal Canadian Mint
Seaway International Bridge Corporation Ltd.
Via Rail Canada Inc.

### Ministerstwo Do Spraw Weteranów Wojennych
Department of Veterans Affairs, na którego czele stoi minister do spraw weteranów wojennych Minister of Veterans Affairs and Secretary of State (Science, Research and Development).
Zadaniem ministerstwa jest przyznawanie statusu weterana wojennego obywatelom kanadyjskim, oraz reprezentowanie ich interesów.
Teka ministra do spraw weteranów zawiera:
Veterans Review and Appeals Board

### Ministerstwo Bezpieczeństwa Wewnętrznego
Department of the Solicitor General, na którego czele stoi minister bezpieczeństwa wewnętrznego – Minister of the Solicitor General.
Zadaniem ministra bezpieczeństwa jest koordynowanie służb policyjnych i wywiadowczych na poziomie federalnym.
Teka ministra bezpieczeństwa wewnętrznego zawiera:
Canadian Security Intelligence Service (CSIS)
Commission for Public Complaints Against the RCMP
Correctional Service of Canada (CSC)
National Parole Board (NPB)
Office of the Correctional Investigator
Office of the Inspector General
Kanadyjska Królewska Policja Konna Royal Canadian Mounted Police (RCMP)
RCMP External Review Committee